# Chiesa di Santa Croce nuova
La chiesa di Santa Croce nuova è una chiesa cattolica di Rimini, risalente al XVII secolo. L'edificio ha subito ingenti danni nel terremoto del 1916 e nei successivi bombardamenti del 1943-44. Viene chiamata nuova per differenziarla dalla chiesa di Santa Croce vecchia.

## Storia

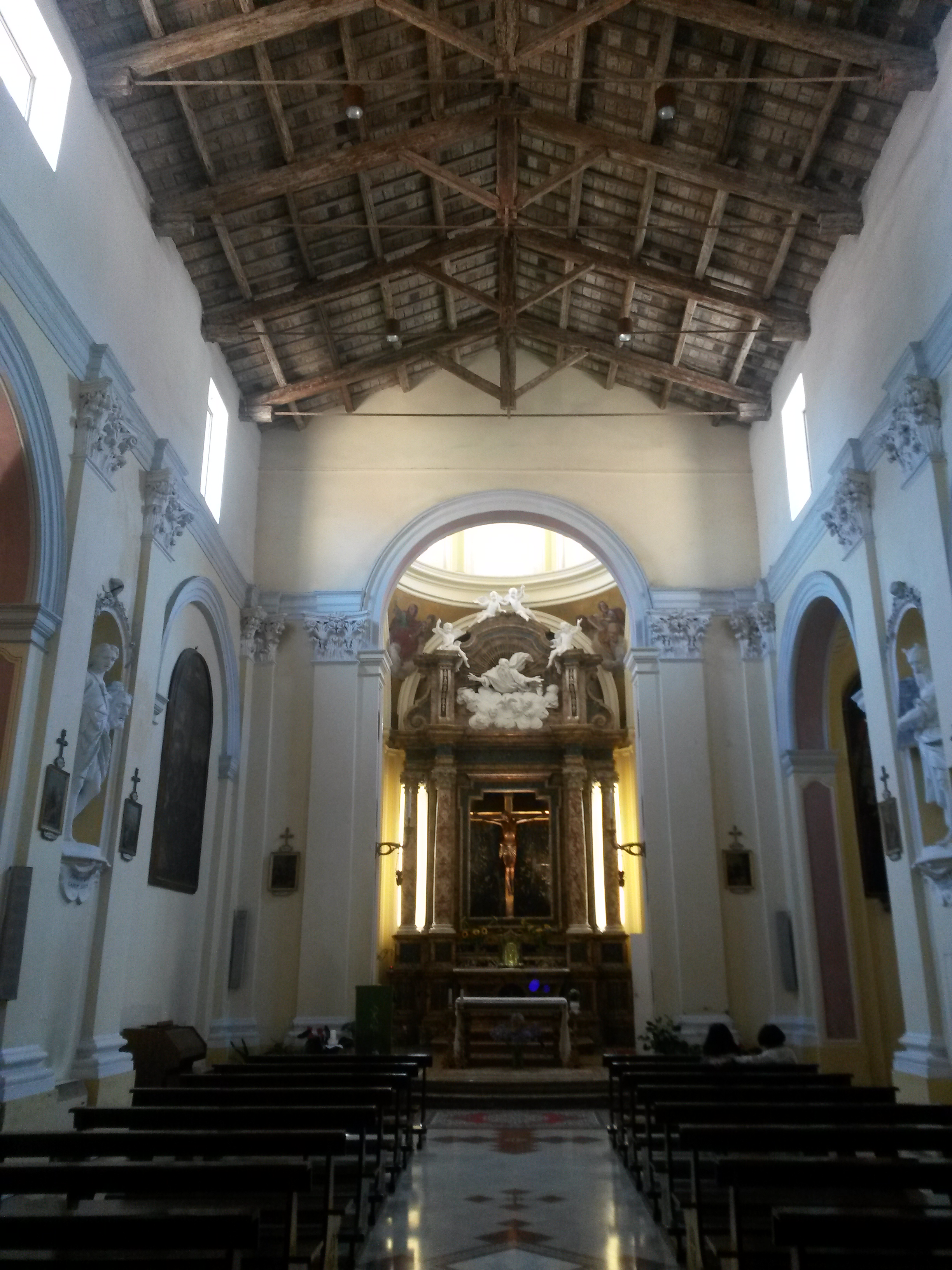
Interno

La chiesa di Santa Croce nuova fu costruita nel 1625 dalla Confraternita della Santissima Croce. Nel XVIII secolo la chiesa fu ampliata, su disegno di Giovan Francesco Buonamici, con la costruzione di tre cappelle e ornata con stucchi e pitture. 
Dal 1796 al 1809 la chiesa fu intitolata ai Santi Simone e Giuda.
La maggior parte dell'apparato decorativo settecentesco fu distrutto nel terremoto del 1916. La chiesa subì ulteriori danni dai bombardamenti che colpirono la città di Rimini nel 1943 e 1944.

## Descrizione
Nell'abside vi è un crocifisso ligneo di anonimo quattrocentesco, inserito in una pala d'altare scultorea del XVIII secolo. La pala d'altare presenta un Dio Padre e angeli in gesso opera di Carlo Sarti e datati circa 1755. Opera del Sarti sono anche le statue in gesso della navata, rappresentanti Sansone, Giosuè, Mosè e Davide. Nelle due cappelle laterali, dedicate a San Pietro Martire e a Sant'Antantonio abate, vi sono due pale d'altare, un San Vincenzo Ferrari e un San'Antonio abate, entrambe opera di Giovan Battista Costa e datate circa 1757, risentono degli influssi di Corrado Giaquinto. Le decorazioni di queste due cappelle, comprendenti le lunette con le storie dei santi e i pennacchi, sono opera di Giuseppe Milani e datate circa 1754.
In una terza cappella, situata a destra vicino all'altare e costruita nel 1863, è conservato un Cristo morto in gesso e stucco, sicuramente posteriore all'edificazione della cappella.
La Madonna col Bambino, datata 1840 e opera di don Stefano Montanari, era in precedenza conservata nella chiesa di San Tommaso Apostolo, demolita a inizio Novecento.